# 魯雷克山
9°33′57″S 77°18′24″W / 9.56583°S 77.30667°W
魯雷克山（西班牙語：Rurec），是秘魯的山峰，位於該國北部安卡什大區，由奧列羅斯區和查文德萬塔爾區負責管轄，屬於布蘭卡山脈的一部分，海拔高度5,700米。